# 情報提供ネットワークシステム
情報提供ネットワークシステム（じょうほうていきょうネットワークシステム）は、日本において、個人番号（愛称はマイナンバー）と関連付けられた個人情報を関係機関の間でやり取りするためのコンピューターネットワークによる情報システムである。
行政手続における特定の個人を識別するための番号の利用等に関する法律（番号法）の規定に基づいて、総務大臣が設置・管理していた。2021年9月、デジタル庁発足に伴い、デジタル庁の所管となった。
2017年11月から本格運用開始。本稿では番号法を「法」と略す。

## 概要
情報提供ネットワークシステムは、行政機関などが発行する各種の証明書に記載されるような個人情報（世帯構成、所得、身体障害者手帳の有無など）を、他の行政機関などからオンラインで照会できるようにするシステムである。このシステムの導入は、行政運営の効率化、より公正な給付と負担の確保、国民の利便性の向上をもたらすものと期待されている。
日本では、2002年（平成14年）から住民基本台帳ネットワークシステム（住基ネット）が稼働している。住基ネットを使うと、国の行政機関、都道府県、市町村などの端末から、全国の市町村の住民基本台帳（住民票）の記録のうち本人確認情報（氏名、生年月日、性別、住所など）をオンラインで照会できる。このため、日本国内に住民票がある個人が住基ネットの対象の手続をする際には、住民票の写しの提出が省略できることになった。
しかしながら、住基ネットで照会できる情報は本人確認情報のみであるため、社会保障制度に関する各種の手続をする際には、依然として、様々な機関が発行する各種の証明書の提出が必要である。例えば、公営住宅への入居の申込みには、世帯全員の住民票の写し、所得証明書、身体障害者手帳、生活保護受給証明書などが必要である。手続をする個人は、あらかじめ各機関に出向いてこれらの証明書をそろえた上で、手続の窓口まで持って行かなくてはならず、大変な負担である。紙の証明書を発行する機関、受け取る機関にとっても事務処理の負担が大きい。
情報提供ネットワークシステムが稼働すると、社会保障制度に関する各種の手続をする際には、本人は、窓口で担当者に個人番号（マイナンバー）を示せば各種の証明書の提出が省略できることになる。窓口の担当者は、本人から提供された個人番号を端末に入力し、システムを通じて、番号に対応する個人に関する手続に必要な情報を関係機関から即座に取り寄せることができるからである。

## 必要性
番号法には、情報提供ネットワークシステムは以下の事項を実現するために必要であると説明されている。
- 行政事務の処理において、個人に関する情報の管理を一層効率化することによって、国民の利便性の向上及び行政運営の効率化に資する。
- 迅速かつ安全に情報の授受を行い、情報を共有することによって、社会保障制度、税制その他の行政分野における給付と負担の適切な関係の維持に資する。
- 個人又は法人その他の団体から提出された情報については、これと同一の内容の情報の提出を求めることを避け、国民の負担の軽減を図る。

## 接続機関
ネットワークに接続する機関（情報照会者、情報提供者）は、番号法の「別表第2」に規定されている。主なものは次のとおり。
- 国政 - 厚生労働大臣、国税庁長官、文部科学大臣
- 地方自治体 - 都道府県知事、市町村長、都道府県教育委員会、広島市長、長崎市長
- 年金関係 - 日本年金機構、国民年金基金、共済組合、日本私立学校振興・共済事業団、国家公務員共済組合、国家公務員共済組合連合会、地方公務員共済組合、全国市町村職員共済組合連合会、石炭鉱業年金基金、企業年金連合会、国民年金基金連合会、農林漁業団体職員共済組合、農業者年金基金、日本学生支援機構
- 健康保険関係 - 全国健康保険協会、健康保険組合、国民健康保険組合、後期高齢者医療広域連合
- 医療福祉関係 - 社会福祉協議会、地方公務員災害補償基金、日本スポーツ振興センター、医薬品医療機器総合機構

## 照会できる情報
情報提供ネットワークシステムで照会することのできる情報の概要は、情報照会者（照会をかける機関）が処理する事務の種類ごとに、番号法の「別表第2」に列挙されている。主なものは次のとおり。
住民票
- 住民票関係情報（世帯主、世帯主との続柄）

年金
- 年金給付関係情報

労働
- 職業訓練受講給付金関係情報
- 失業等給付関係情報
- 労働者災害補償関係情報

医療・介護
- 医療保険給付関係情報
- 介護保険給付等関係情報

福祉
- 生活保護関係情報
- 児童手当関係情報
- 児童扶養手当関係情報
- 障害者関係情報

税
- 地方税関係情報

照会できる情報の細目は「行政手続における特定の個人を識別するための番号の利用等に関する法律別表第二の主務省令で定める事務及び情報を定める命令」（平成26年内閣府・総務省令第7号）に規定されている。
2015年（平成27年）3月時点で公布済みの法令に照らして、情報提供ネットワークシステムで照会できないことが明らかな情報のうち主なものは次のとおり。
- 本籍
- 前科

## 情報照会・提供履歴の記録・開示
情報提供ネットワークシステムは、システムを通じた個人情報の照会と提供の履歴を過去7年間分記録することになっている。情報提供等記録開示システムは法附則6条で検討事項として言及された。

## 運用の歴史
当初2017年7月の本格運用開始が予定されていたが、自治体と連携する部分の準備の遅れ、日本年金機構での情報流出事件を受けてのセキュリティ上の懸念などのため、延期された。2017年11月時点でも、一部のサービスの稼動を見送っての運用開始となった。